# Hippasa affinis
Hippasa affinis är en spindelart som beskrevs av Roger de Lessert 1933. Hippasa affinis ingår i släktet Hippasa och familjen vargspindlar.
Artens utbredningsområde är Angola. Inga underarter finns listade i Catalogue of Life.